# Nepenthes dubia
Nepenthes dubia är en tvåhjärtbladig växtart som beskrevs av Danser. Nepenthes dubia ingår i släktet Nepenthes och familjen Nepenthaceae. Inga underarter finns listade i Catalogue of Life.

## Bildgalleri

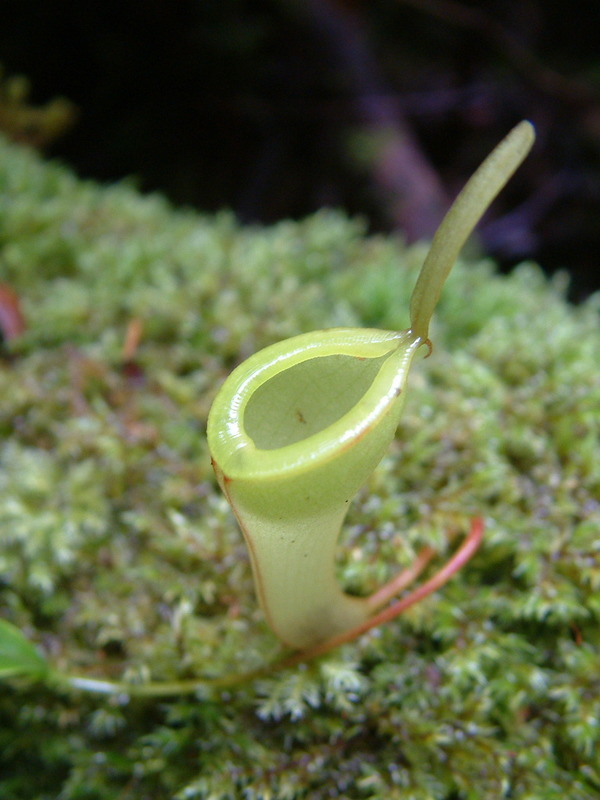
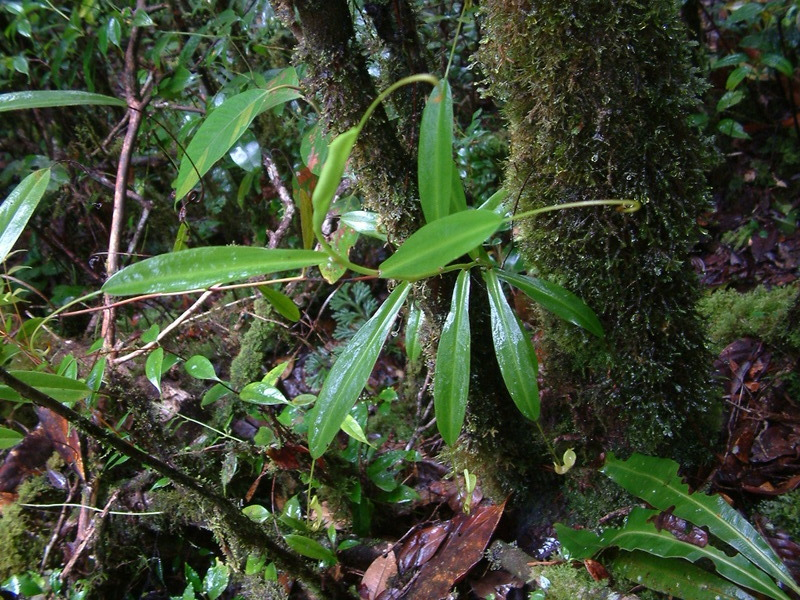
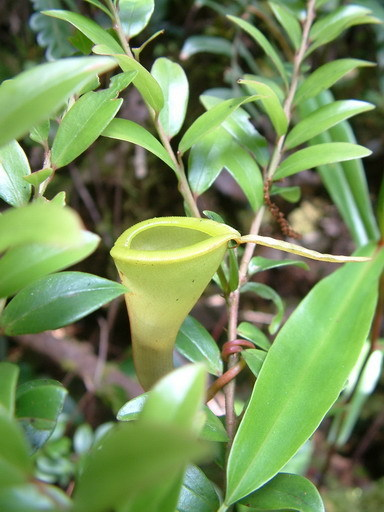
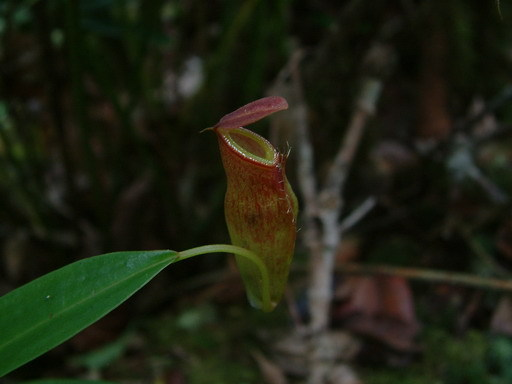
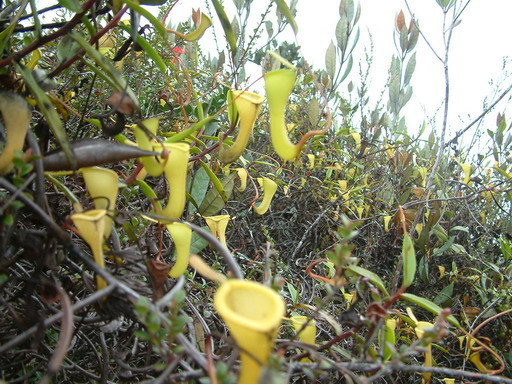
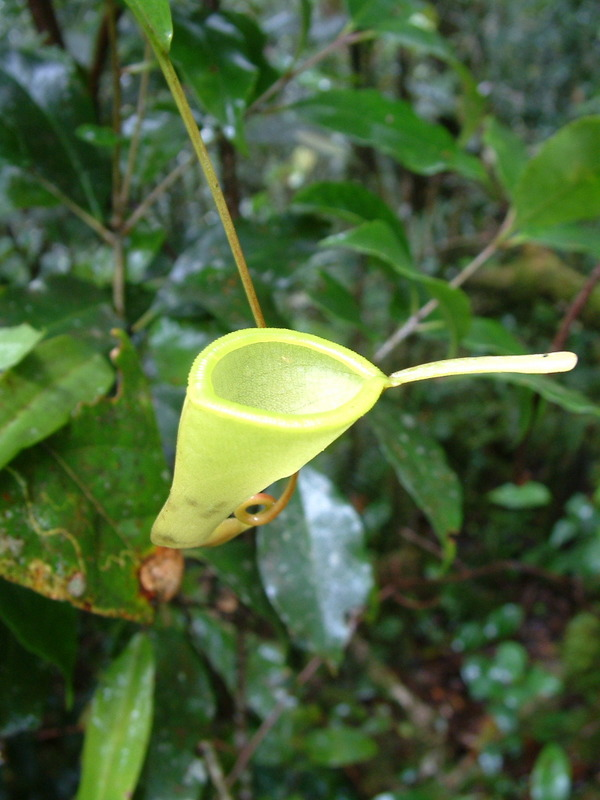